# Ensinamentos de Silvano
O Ensinamentos de Silvano é um dos textos encontrados entre os códices da Biblioteca de Nag Hammadi (Códice VII), geralmente datado do ano 150 dC.

## União Hipostática
Dois versos são particularmente interessantes. O primeiro (verso 99) afirma que Cristo tem um única hipóstase (substância espiritual). O segundo (verso 102) afirma que Cristo é incompreensível no que diz respeito às suas hipóstases. A questão da União Hipostática foi um importante debate cristológico no Cristianismo primitivo.
A palavra hypostasis foi depois adotada como parte da doutrina da Trindade no Credo de Niceia.

## Conteúdo
Creio em um só Senhor, Jesus Cristo,

Filho Unigênito de Deus,

gerado do Pai

antes de todos os séculos:

Deus de Deus,

Luz da luz,

verdadeiro Deus de verdadeiro Deus,

gerado, não feito,

da mesma substância do Pai.

Credo de Niceia

Apesar de ter sido encontrado entre manuscritos Gnósticos, é um texto que apenas toca no Gnosticismo. Logo no início:
| “ | ...Remova-se destas coisas, O alma desgraçada! Traga seu guia e seu professor. A mente é o guia, mas a razão é o professor. Elas te salvarão da destruição e dos perigos. | ” |

Porém, a grande maioria dos ensinamentos são Cristãos Ortodoxos, incluindo o verso 110:
| “ | Aprenda quem é Cristo e receba-o como um amigo, pois este é o amigo que é fiel. Ele é também Deus e Professor. Este, sendo Deus, tornou-se homem por você. | ” |

Deus é visto como o único e verdadeiro Criador, e Cristo é a “Sabedoria de Deus encarnada”. Cristo é o salvador do mundo que fez grandes sacrifícios para que todos tivessem a chance de serem salvos das garras de Satanás. Além disso, há uma ênfase na ética e em ganhar o favor de Deus por meio da moderação, bem como orações, provérbios e hinos.
O autor é desconhecido, mas o livro é atribuído ao companheiro de Pedro e Paulo chamado "Silas" (Atos 15).